# Ilaria Tocchini
Ilaria Tocchini (Livorno, Italia, 4 de agosto de 1967) es un nadadora retirada especializada en pruebas de estilo mariposa. Fue campeona mundial en 200 metros mariposa durante el Campeonato Mundial de Natación en Piscina Corta de 1995.
Representó a Italia en los Juegos Olímpicos de Seúl 1988, Barcelona 1992 y Atlanta 1996.

## Palmarés internacional
| Campeonato Mundial de Natación en Piscina Corta | Campeonato Mundial de Natación en Piscina Corta | Campeonato Mundial de Natación en Piscina Corta | Campeonato Mundial de Natación en Piscina Corta |
| Año                                             | Lugar                                           | Medalla                                         | Prueba                                          |
| ----------------------------------------------- | ----------------------------------------------- | ----------------------------------------------- | ----------------------------------------------- |
| 1995                                            | Río de Janeiro ( Brasil)                        | Medalla de oro                                  | 200 m mariposa                                  |
| Campeonato Europeo de Natación                  |                                                 |                                                 |                                                 |
| Año                                             | Lugar                                           | Medalla                                         | Prueba                                          |
| 1987                                            | Estrasburgo ( Francia)                          | Medalla de plata                                | 4 × 100 m estilos                               |
| 1995                                            | Viena ( Austria)                                | Medalla de plata                                | 100 m mariposa                                  |